# Ambrogio Di Negro
Ambrogio Di Negro (Génova, 1519 - Génova, agosto de 1601) foi o 75º Doge da República de Génova.

## Biografia
Segundo os escritos dos historiadores da época, o mandato de Ambrogio Di Negro não foi fácil para as contínuas lutas nobres, feitas de crime, e problemas políticos internos, tanto que várias vezes o governo genovês foi chamado para rever e reformar a justiça penal; manobras que então, de facto, foram minimamente implementadas ou com resultados poucos significativos. Em várias memórias, a personalidade de Ambrogio Di Negro é descrita como "altiva e soberba". Após o fim do seu mandato como Doge, ele preferiu aposentar-se da vida política genovesa. Di Negro faleceu em Génova em agosto de 1601.